# ووبيتو أباتي
ووبيتو أباتي (بالأمهرية: ውበቱ አባተ)‏ (من مواليد 20 أغسطس 1978) هو لاعب كرة قدم إثيوبي سابق يشغل حاليًا منصب مدرب منتخب إثيوبيا لكرة القدم.

## مسيرته الكروية
قبل اعتزاله اللعب بسبب الإصابة، لعب أباتي كرة القدم المحلية في إثيوبيا لصالح نادي إثيوبيا لللب والعامل في التسعينيات.